# Калиновка (Красиловский район)
Калиновка (укр. Калинівка) — село в Красиловском районе Хмельницкой области Украины.
До 2016 года село носило название Чапаевка.
Население по переписи 2001 года составляло 24 человека. Почтовый индекс — 31033. Телефонный код — 3855. Занимает площадь 0,219 км². Код КОАТУУ — 6822787007.

## Местный совет
31033, Хмельницкая обл., Красиловский р-н, с. Кошелевка, ул. Молодёжная